# فصل برداشت ۲
فصل برداشت ۲ جی‌بی‌سی (به انگلیسی: Harvest Moon 2 GBC) و (به ژاپنی: 牧場物語GB2 Bokujou Monogatari) یک بازی ویدئویی در سبک شبیه‌سازی مزرعه است که توسط شرکت ویکتور اینتراکتیو سافتور و ناتسومه طراحی و ساخته شد. این بازی که در مجموعه بازی‌های فصل برداشت قرار دارد، برای نخستین بار در ۶ اوت ۱۹۹۹ و در ژاپن انتشار یافت. این بازی در ۱۱ سپتامبر ۲۰۰۰ در ایالات متحده و در ۳۰ مارس ۲۰۰۱ در مناطق پال نیز عرضه شد. فصل برداشت ۲، بازی است که به شکل اختصاصی، برای کنسول بازی دستی گیم بوی کالر طراحی و ساخته شد.
این بازی، در ادامه بازی فصل برداشت می‌باشد و ویژگی‌هایی چون برگزاری فستیوال‌ها نیز بدان افزوده شده است. همانند نسخهٔ پیشین، بازیکن می‌تواند انتخاب کند که در نقش یک پسر یا یک دختر بازی کند.